# 왕진아
왕진아(王真儿, 1988년 7월 1일 ~ )는 중국의 배우이다.

## 출연작

### 드라마
- 2012년 CCTV-1 제일특약극장 《지청》 - 지앙원 역
- 2014년 후난위성텔레비전 금응독파극장 《무미랑전기》 - 춘영 역
- 2017년 아이치이 웹드라마 《무증지죄》 - 린치 역
- 2019년 아이치이 웹드라마 《아적모격리남해》 - 바이이링 역
- 2019년 저장 위성 텔레비전 중국람극장 《친애적, 열애적》 - 아이칭 역
- 2020년 아이치이 웹드라마 《당인가탐안》 - 쥐원 역
- 2020년 CCTV-8 황금강당극장 《소대부》 - 궈궈 역
- 2022년 후난위성텔레비전 금응독파극장 《완미반려》 - 샤오민 역
- 2022년 망고 TV 웹드라마 《처자적선택》 - 리지아양 역